# Castell de Vilamajor d'Agramunt
Del castell de Vilamajor d'Agramunt, en resta una torre situada al bell mig de la població de Vilamajor, que és a l'extrem dels altiplans que s'estenen al sud de la vall del Llobregós.

## Història
La primera notícia documental data del 1084. Bernat Senmir donà a la canònica de Santa Maria de la Seu d'Urgell el «chastrum de Villamaiore» amb termes i pertinences i l'església de Santa Maria amb els seus delmes, primícies i oblacions que tenia per donació del seu senyor Borrell de Tarabau. L'any 1104, en el conveni signat entre el bisbe Ot d'Urgell i Sicarda de Castellbó, vídua de Ramon Gombau sobre el castell de Vilamajor, aquest apareix citat com «dicho kastro et turre». Ramon Gombau havia usurpat el castell de Vilamajor malgrat la donació, el 1084, de Bernat Senmir a l'església d'Urgell; per aquest motiu havia estat excomunicat. Un cop mort, Sicarda, per tal d'aixecar l'excomunió del seu marit, va fer donació del castell a l'església d'Urgell, reservant-se'n ella i el seu fill la potestat mentre visquessin. El 1129, el bisbe Pere d'Urgell i els canonges de la Seu infeudaren a Ramon Arnau d'Anglesola el castell de Vilamajor i les cases de fora, per tal de millorar-les sota promesa de vassallatge. Sis anys més tard (1135), el mateix bisbe Pere i els canonges encomanaren a Gombau de Ribelles el «castrum Villemaioris» i li donaren dos homes. Gombau havia de tenir el castell amb el domini i l'homenatge de Ramon Arnau d'Anglesola mantenint la fidelitat a Santa Maria de la Seu fins a la seva mort, moment en què retornava a la canònica.

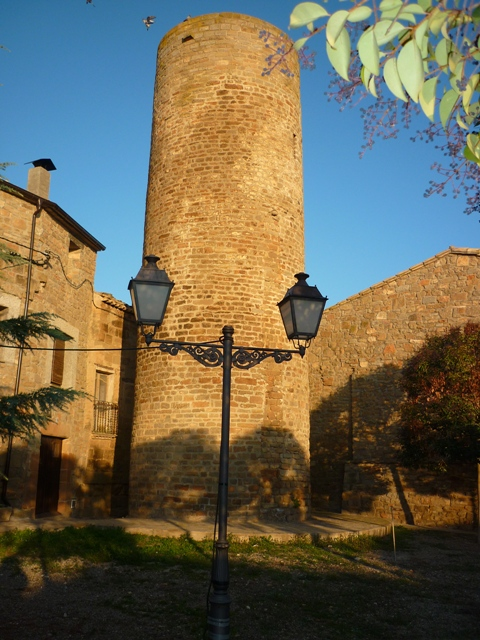
Castell de Vilamajor (2009)

El 1141, el bisbe Pere donà a Santa Maria de la Seu el castell de Vilamajor, salvats els drets de Gombau de Ribelles i de Ramon Arnau d'Anglesola. El 1187 es documenta una convinença entre l'església d'Urgell i Gombau de Ribelles, esposa i fills sobre la meitat del delme de diversos llocs, entre ells el «castro de Villamaiore».
Entre els anys 1154 i 1159, el papa Adrià IV confirmà i prengué sota protecció apostòlica els béns de Santa Maria de la Seu d'Urgell, inclòs el castell de Vilamajor amb els seus termes. El 1165, el papa Alexandre III, tornà a confirmar i prendre sota protgecció apostòlica el dit castell i terme. Al segle xvii, Vilamajor continuava essent domini de l'església d'Urgell.

## Arquitectura
La torre és de planta circular. Té un diàmetre exterior d'uns 5 m. El gruix dels murs de prop d'1,5 m. L'alçada és d'uns 14 m, els dos darrers fruit de la restauració que s'hi ha fet els darrers anys. A uns 6 m de terra hi ha la porta d'entrada d'uns 120 cm d'ample per 180 cm d'alt. És orientada cap a nord-est i acabada en un arc de mig punt format per 8 dovelles. A uns 10 m hi ha dues espitlleres. La gent del lloc diu que l'interior és buit; no tenia cap mena de cúpula o volta, només devia ser coberta amb trespols de fusta. Els murs són formats per carreus de mida mitjana (per exemple, d'uns 15 cm X 35 cm), arrenglerats en filades i units amb morter de calç.
Aquesta torre, segurament la torre mestra del castell, s'ha de datar en principi cap al segle xi. Segurament quan va perdre la seva funció defensiva (ja al segle xii), va restar envoltada per les cases del poble de Vilamajor, una vila closa de planta quadrangular, a la qual s'entrava per un portal situat al nord.